# (3780) Maury
(3080) Maury est un astéroïde de la ceinture principale. 

## Nom
L'objet a été ainsi baptisé en hommage à Alain Maury, astronome français.
On lui doit des découvertes d'astéroïdes géocroiseurs.
Voir aussi :
- Carine (éponyme (4404) Enirac), son épouse ;
- Luderic Maury (éponyme (8184) Luderic), son fils ;
- Sabrina Aksil (éponyme (29634) Sabrinaaksil), sa belle-fille ;
- Julia Maury (éponyme (37818) Juliamaury), sa petite fille.